# Pepca Kardelj

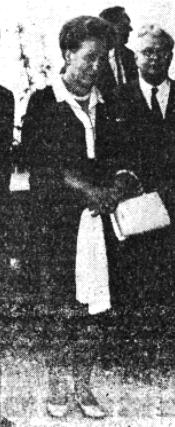
Pepca Kardelj

Pepca Kardelj (Zadobrova (bij Celje), 20 februari 1914 – Ljubljana, 15 april 1990) was een Sloveense communiste en politica. 
In 1935 sloot Pepca Kardelj zich aan bij de Communistische Partij van Slovenië. Vanaf 1937 was zij lid van het Centraal Comité. In 1941 werd ze partizane in het Sloveense Bevrijdingsfront. Vanwege illegale verzetsactiviteiten bracht Kardelj tijdens de oorlog twee jaar in de gevangenis door. 
Na de oorlog speelde Pepca Kardelj een invloedrijke rol in de Sloveense en soms ook Joegoslavische politiek. In het Joegoslavische leger had zij de rang van luitenant-kolonel. Zij was gehuwd met Edvard Kardelj, de ideoloog van het arbeiderszelfbestuur en lange tijd de beoogde opvolger van Tito. Haar broer was de Sloveense politicus Ivan Maček-Matija. Pepca behoorde - in elk geval in de late jaren 1970 en 1980 - tot de zogenaamde "Sloveense factie" van de Sloveense communistische partij onder aanvankelijke leiding van Maček-Matija, die zich afzette van de "Joegoslavische factie" van  Lidija Šentjurc en Mitja Ribičič. 
- International Standard Name Identifier: 0000 0004 2132 8195
- Virtual International Authority File: 305570842